# 勝川春徳
勝川 春徳（かつかわ しゅんとく、生没年不詳）とは、日本の江戸時代の浮世絵師。

## 来歴
勝川春英の門人。本姓は鎗形、俗称重五郎。本石町十軒店に住む。作画期は寛政から文化のころにかけてで、作に役者絵や武者絵を残している。

## 作品
- 『団十郎七世嫡孫』　※烏亭焉馬作、寛政12年（1800年）刊。春英や鳥居清長とともに挿絵を描く。
- 「岩井喜代太郎の梅王丸」　細判錦絵　※享和2年（1802年）
- 「芝居の図」　大判錦絵3枚続　※初代歌川豊国との合作
- 「岩井半四郎」　細判錦絵　※寛政12年、死絵
- 「江戸図屏風」　六曲一双肉筆